# 万安站 (成都市)
万安站位于中华人民共和国四川省成都市双流区，目前为成都地铁6号线的一座车站。本站于2020年12月18日随成都地铁6号线开通而启用。

## 车站结构
本站为地下二层岛式车站。
| 地面      |                                    | 出入口                           |  |
| 地下 一层 | 站厅层                             | 安检、售票机、卫生间             |  |
| 地下 二层 |                                    | 6号线列车往望丛祠方向 （蒲草塘） |  |
| 地下 二层 | 岛式站台，左边车门将会开启         |                                  |  |
| 地下 二层 | 6号线列车往兰家沟方向 （麓山大道） |                                  |  |

## 出入口信息
本站目前开放6个出入口。
| 出口编号     | 设施                    | 地点     | 可到达目的地 | 照片 |
| ------------ | ----------------------- | -------- | ------------ | ---- |
|              |                         |          |              |      |
|              | 无障碍电梯              | 中柏大道 |              |      |
| 出口 · B · 1 |                         | 中柏大道 |              |      |
| 出口 · B · 2 |                         | 中柏大道 |              |      |
| 出口 · C · 1 | 无障碍电梯 无障碍卫生间 | 中柏大道 |              |      |
| 出口 · C · 2 | 无障碍电梯 无障碍卫生间 | 中柏大道 |              |      |
| 出口 · D     |                         | 中柏大道 |              |      |